# Paraje Montero
Paraje Montero är en ort i Mexiko.   Den ligger i kommunen Malinaltepec och delstaten Guerrero, i den sydöstra delen av landet, 260 km söder om huvudstaden Mexico City. Paraje Montero ligger 1 988 meter över havet och antalet invånare är 1 146.
Terrängen runt Paraje Montero är kuperad åt nordväst, men åt sydost är den bergig. Runt Paraje Montero är det ganska glesbefolkat, med 23 invånare per kvadratkilometer. Närmaste större samhälle är Malinaltepec, 9,7 km norr om Paraje Montero. I omgivningarna runt Paraje Montero växer i huvudsak städsegrön lövskog.